# 阿拉伯联合酋长国行政区划

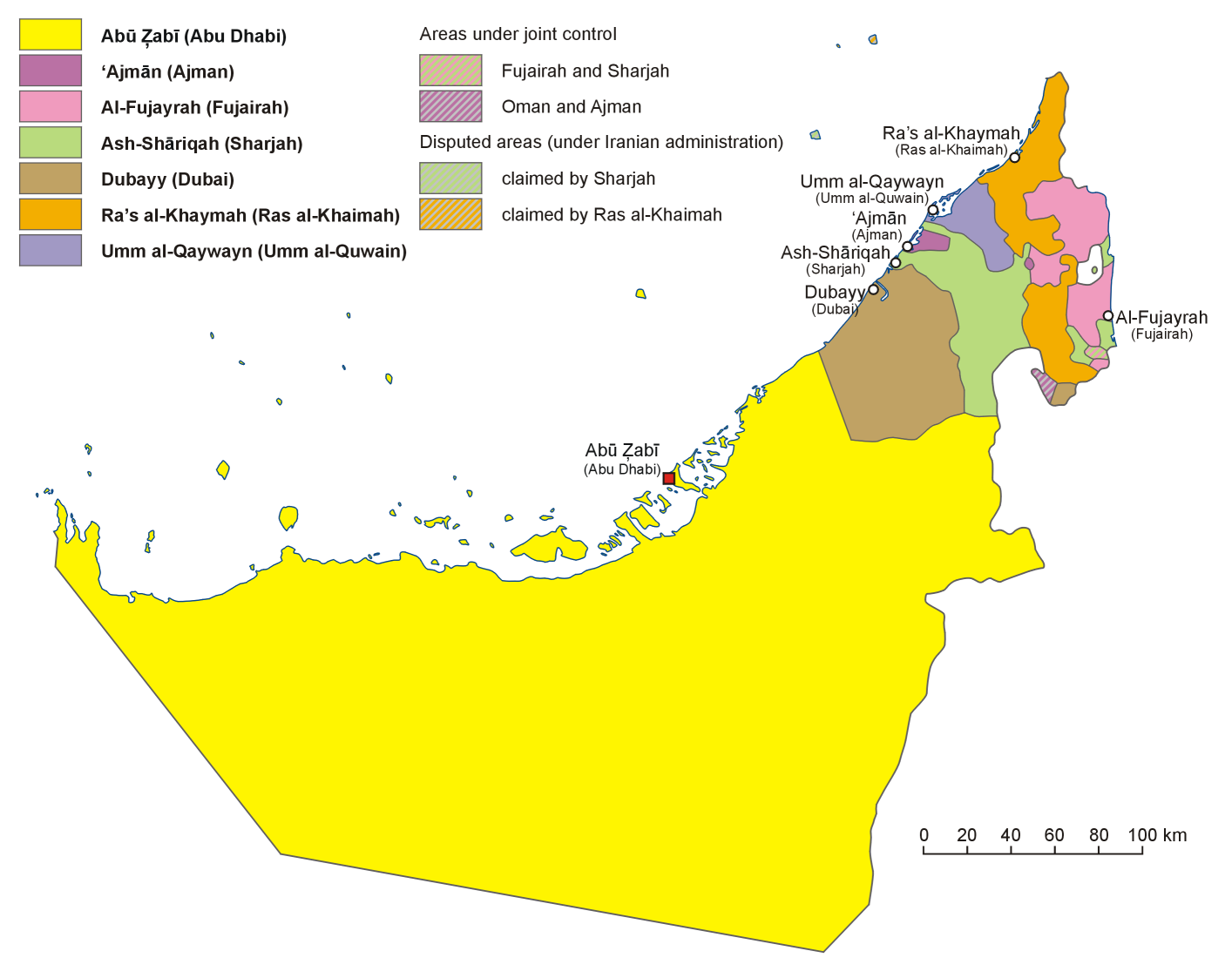
阿联酋行政区划

阿拉伯联合酋长国由七個酋長國組成，分別為：阿布扎比、杜拜、沙迦、阿治曼、烏姆蓋萬、拉斯海瑪以及富查伊拉。在酋長國之下的二級行政區為區（مِنْطَقَة）或市鎮，如阿布達比酋長國即劃分為阿布達比中央首都區、達夫拉區以及艾因區等。而阿布達比之外面積較小的酋長國則劃分為市鎮。
阿联酋包括以下七个酋长国（按地理位置排列）：
- ，其佔全國85%的土地。
- 沙迦

各酋长国有各自的自主行政权，不包括邮政服务，邮政服务於1972年统一。

阿联酋的酋長國地圖

## 各酋长国统治者
- 阿布扎比酋长国统治者：穆罕默德·本·扎耶德·阿勒纳哈扬（2022年－）
- 迪拜酋长国统治者：谢赫·穆罕默德·本·拉希德·阿勒马克图姆（2006年1月－）
- 沙迦酋长国统治者：苏尔坦·本·穆罕默德·卡西米（1972年－）
- 哈伊马角酋长国统治者：沙克尔·本·穆罕默德·卡西米（1948年－）
- 阿治曼酋长国统治者：胡迈德·本·拉希德·纳伊米（1981年－）
- 富查伊拉酋长国统治者：哈马德·本·穆罕默德·沙尔基（1974年－）
- 乌姆盖万酋长国统治者：拉希德·本·艾哈迈德·穆阿拉（1981年－）